# 안병길 (1886년)
안병길(安炳吉, 1886년 11월 2일 ~ 1936년 4월 19일)은 일제강점기의 기업인 겸 관료로, 본적은 경상북도 경산시 삼남동이다.

## 생애
어린 시절 한문을 수학했고 1906년 일어학교를 졸업했다. 1925년 11월 27일 경상북도 관선 도평의회원으로 선출되었고 1927년 경산금융조합장을 역임했다. 1927년 6월 3일부터 1930년 6월 2일까지 조선총독부 중추원 참의를 역임했으며 1928년 11월 16일 일본 정부로부터 쇼와대례기념장을 받았다.
1929년 5월 1일 조선박람회 평의원에 촉탁되었으며 1930년 4월 1일 경상북도 관선 도평의회원으로 선출되었다. 1930년 6월 2일 정7위에 서위되었고 1931년 경산수리조합장과 경산면협의회원을 역임했다. 1931년부터 1933년까지 경일은행 감사를 역임했으며 1934년 4월 9일 여자의학전문학교 설립준비위원회 증선(增選, 추가 선출)위원으로 선출되었다.
1934년 9월 12일 대구세무서 소득조사위원으로 임명되었으며 1935년 대구상업은행 감사와 경산면협의회원을 역임했다. 친일파 708인 명단의 중추원 부문, 민족문제연구소의 친일인명사전 수록자 명단의 중추원 부문, 친일반민족행위진상규명위원회가 발표한 친일반민족행위 705인 명단에 포함되었다.

## 참고자료
- 친일반민족행위진상규명위원회 (2009). 〈안병길〉. 《친일반민족행위진상규명 보고서 Ⅳ-9》. 서울. 515~520쪽.